# Campionato mondiale maschile di pallacanestro Under-19 2017
Il 13º Campionato mondiale maschile di pallacanestro Under-19 (noto anche come 2017 FIBA Under-19 World Championship) si è svolto a Il Cairo dal 1º al 9 luglio 2017.

## Squadre partecipanti
- Angola
- Argentina
- Canada
- Egitto
- Francia
- Germania
- Iran
- Italia

- Giappone
- Corea del Sud
- Lituania
- Mali
- Nuova Zelanda
- Porto Rico
- Spagna
- Stati Uniti

## Prima fase
Le 16 squadre sono state divise in 4 gruppi di 4. In base al piazzamento al termine della fase a girone, tutte le squadre partecipano alla seconda fase ad eliminazione diretta.

### Gruppo A
| Squadra       | P.ti | G | V | P | PF  | PS  | DP  |
| ------------- | ---- | - | - | - | --- | --- | --- |
| Francia       | 6    | 3 | 3 | 0 | 229 | 177 | +52 |
| Argentina     | 4    | 3 | 2 | 1 | 227 | 208 | +19 |
| Nuova Zelanda | 2    | 3 | 1 | 2 | 227 | 235 | -8  |
| Corea del Sud | 0    | 3 | 0 | 3 | 212 | 275 | -63 |

| Il Cairo 1 luglio 2017, ore 13:00 UTC+2 | Nuova Zelanda | 88 – 81 (21-15, 18-25, 18-25) referto | Corea del Sud | City Arena |

| Il Cairo 1 luglio 2017, ore 15:15 UTC+2 | Argentina | 53 – 62 (8-21, 23-39, 36-52) referto | Francia | City Arena |

| Il Cairo 2 luglio 2017, ore 13:15 UTC+2 | Corea del Sud | 76 – 100 (20-29, 34-51, 53-72) referto | Argentina | City Arena |

| Il Cairo 2 luglio 2017, ore 15:30 UTC+2 | Francia | 80 – 69 (21–17, 36–37, 57–53) | Nuova Zelanda | City Arena |

| Il Cairo 4 luglio 2017, ore 18:15 UTC+2 | Argentina | 74 – 70 (18–16, 47–32 , 60–52) | Nuova Zelanda | City Arena |

| Il Cairo 4 luglio 2017, ore 18:15 UTC+2 | Corea del Sud | 55 – 87 (11–17, 29–39, 42–64) | Francia | City Arena |

### Gruppo B
| Squadra    | P.ti | G | V | P | PF  | PS  | DP  |
| ---------- | ---- | - | - | - | --- | --- | --- |
| Lituania   | 6    | 3 | 3 | 0 | 282 | 186 | +96 |
| Germania   | 4    | 3 | 2 | 1 | 214 | 187 | +27 |
| Egitto     | 2    | 3 | 1 | 2 | 157 | 180 | -23 |
| Porto Rico | 0    | 3 | 0 | 3 | 171 | 232 | -61 |

| Il Cairo 1 luglio 2017, ore 17:15 UTC+2 | Germania | 79 – 98 (0-0, 0-0, 0-0) | Lituania | City Arena |

| Il Cairo 1 luglio 2017, ore 20:30 UTC+2 | Egitto | 67 – 65 (0-0, 0-0, 0-0) | Porto Rico | City Arena |

| Il Cairo 2 luglio 2017, ore 17:15 UTC+2 | Porto Rico | 49 – 69 (0-0, 0-0, 0-0) | Germania | City Arena |

| Il Cairo 2 luglio 2017, ore 20:30 UTC+2 | Lituania | 88 – 50 (0-0, 0-0, 0-0) | Egitto | City Arena |

| Il Cairo 4 luglio 2017, ore 20:30 UTC+2 | Germania | 66 – 40 (0-0, 0-0, 0-0) | Egitto | City Arena |

| Il Cairo 4 luglio 2017, ore 20:30 UTC+2 | Porto Rico | 57 – 96 (0-0, 0-0, 0-0) | Lituania | City Arena |

### Gruppo C
| Squadra  | P.ti | G | V | P | PF  | PS  | DP  |
| -------- | ---- | - | - | - | --- | --- | --- |
| Spagna   | 6    | 3 | 3 | 0 | 218 | 183 | +35 |
| Canada   | 4    | 3 | 2 | 1 | 264 | 195 | +69 |
| Giappone | 2    | 3 | 1 | 2 | 218 | 251 | -33 |
| Mali     | 0    | 3 | 0 | 3 | 158 | 229 | -71 |

| Il Cairo 1 luglio 2017, ore 13:15 UTC+2 | Giappone | 67 – 78 (16-15, 17-20, 17-21) referto | Spagna | City Arena |

| Il Cairo 1 luglio 2017, ore 15:30 UTC+2 | Canada | 91 – 42 (0-0, 0-0, 0-0) | Mali | City Arena |

| Il Cairo 2 luglio 2017, ore 13:45 UTC+2 | Mali | 73 – 76 (0-0, 0-0, 0-0) | Giappone | City Arena |

| Il Cairo 2 luglio 2017, ore 16:00 UTC+2 | Spagna | 78 – 73 (0-0, 0-0, 0-0) | Canada | City Arena |

| Il Cairo 4 luglio 2017, ore 13:45 UTC+2 | Canada | 100 – 75 (0-0, 0-0, 0-0) | Giappone | City Arena |

| Il Cairo 4 luglio 2017, ore 13:45 UTC+2 | Spagna | 62 – 43 (0-0, 0-0, 0-0) | Mali | City Arena |

### Gruppo D
| Squadra     | P.ti | G | V | P | PF  | PS  | DP   |
| ----------- | ---- | - | - | - | --- | --- | ---- |
| Stati Uniti | 6    | 3 | 3 | 0 | 315 | 181 | +134 |
| Italia      | 4    | 3 | 2 | 1 | 199 | 209 | -10  |
| Angola      | 2    | 3 | 1 | 2 | 204 | 227 | -23  |
| Iran        | 0    | 3 | 0 | 3 | 141 | 242 | -145 |

| Il Cairo 1 luglio 2017, ore 17:30 UTC+2 | Iran | 48 – 108 (6-18, 24 - 46, 42 - 76) referto | Stati Uniti | City Arena |

| Il Cairo 1 luglio 2017, ore 20:30 UTC+2 | Angola | 66 – 70 (17-25, 29-36, 48-48, 64-64) referto | Italia | City Arena |

| Il Cairo 2 luglio 2017, ore 13:15 UTC+2 | Stati Uniti | 109 – 68 (24-12, 60-26, 83-44) | Angola | City Arena |

| Il Cairo 2 luglio 2017, ore 20:00 UTC+2 | Italia | 64 – 45 (19-11, 38-22, 51-33) | Iran | City Arena |

| Il Cairo 4 luglio 2017, ore 16:00 UTC+2 | Iran | 48 – 70 (17-17, 28-28, 41-45) | Angola | City Arena |

| Il Cairo 4 luglio 2017, ore 16:00 UTC+2 | Italia | 65 – 98 (21-27, 39-53, 45-73) | Stati Uniti | City Arena |

## Seconda fase

### Tabellone Principale
| Ottavi di finale | Ottavi di finale | Ottavi di finale |  |  | Quarti di finale | Quarti di finale | Quarti di finale |  |  | Semifinale | Semifinale  | Semifinale |  |             | Finale      | Finale      | Finale |
|                  |                  |                  |  |  |                  |                  |                  |  |  |            |             |            |  |             |             |             |        |
| 1A               | Francia          | 84               |  |  |                  |                  |                  |  |  |            |             |            |  |             |             |             |        |
| 4B               | Porto Rico       | 66               |  |  | 1A               | Francia          | 67               |  |  |            |             |            |  |             |             |             |        |
| 2C               | Canada           | 87               |  |  | 2C               | Canada           | 73               |  |  |            |             |            |  |             |             |             |        |
| 3D               | Angola           | 65               |  |  |                  |                  |                  |  |  | 2C         | Canada      | 99         |  |             |             |             |        |
| 2B               | Germania         | 72               |  |  |                  |                  |                  |  |  | 1D         | Stati Uniti | 87         |  |             |             |             |        |
| 3A               | Nuova Zelanda    | 65               |  |  | 2B               | Germania         | 59               |  |  |            |             |            |  |             |             |             |        |
| 1D               | Stati Uniti      | 117              |  |  | 1D               | Stati Uniti      | 81               |  |  |            |             |            |  |             |             |             |        |
| 4C               | Mali             | 69               |  |  |                  |                  |                  |  |  |            |             |            |  |             | 2C          | Canada      | 79     |
| 2A               | Argentina        | 72               |  |  |                  |                  |                  |  |  |            |             |            |  |             | 2D          | Italia      | 60     |
| 3B               | Egitto           | 67               |  |  | 2A               | Argentina        | 58               |  |  |            |             |            |  |             |             |             |        |
| 1C               | Spagna           | 70               |  |  | 1C               | Spagna           | 70               |  |  |            |             |            |  |             |             |             |        |
| 4D               | Iran             | 50               |  |  |                  |                  |                  |  |  | 1C         | Spagna      | 63         |  |             |             |             |        |
| 4A               | Corea del sud    | 63               |  |  |                  |                  |                  |  |  | 2D         | Italia      | 66         |  |             |             |             |        |
| 1B               | Lituania         | 110              |  |  | 1B               | Lituania         | 68               |  |  |            |             |            |  | Terzo posto | Terzo posto | Terzo posto |        |
| 3C               | Giappone         | 55               |  |  | 2D               | Italia           | 73               |  |  |            |             |            |  |             | 1D          | Stati Uniti | 96     |
| 2D               | Italia           | 57               |  |  |                  |                  |                  |  |  |            |             |            |  |             | 1C          | Spagna      | 72     |

#### Incontri dal 5º all'8º posto
|  | 5º-8º posto | 5º-8º posto | 5º-8º posto |          |          | 5º posto  | 5º posto  | 5º posto |  |
|  |             |             |             |          |          |           |           |          |  |
|  | Argentina   | Argentina   | 77          |          |          |           |           |          |  |
|  | Argentina   | Argentina   | 77          |          |          |           |           |          |  |
|  | Lituania    | Lituania    | 85          |          |          |           |           |          |  |
|  | Lituania    | Lituania    | 85          |          | Lituania | Lituania  | 74        |          |  |
|  |             |             |             |          | Lituania | Lituania  | 74        |          |  |
|  |             |             | Germania    | Germania | 80       |           |           |          |  |
|  | Francia     | Francia     | Germania    | Germania | 80       | 60        |           |          |  |
|  | Francia     | Francia     |             |          |          | 60        |           |          |  |
|  | Germania    | Germania    | 86          |          |          | 7º posto  | 7º posto  | 7º posto |  |
|  | Germania    | Germania    | 86          |          |          |           |           |          |  |
|  |             |             |             |          |          |           |           |          |  |
|  |             |             |             |          |          | Argentina | Argentina | 63       |  |
|  |             |             |             |          |          | Argentina | Argentina | 63       |  |
|  |             |             |             |          |          | Francia   | Francia   | 69       |  |

#### Incontri dal 9º al 16º posto
|  | Quarti di finale 9º-16º posto | Quarti di finale 9º-16º posto |            |        | Semifinali 9º-12º posto | Semifinali 9º-12º posto |  |  | 9º posto | 9º posto |
|  |                               |                               |            |        |                         |                         |  |  |          |          |
|  | 7 luglio                      |                               |            |        |                         |                         |  |  |          |          |
|  |                               |                               |            |        |                         |                         |  |  |          |          |
|  | Porto Rico                    | 63                            |            |        |                         |                         |  |  |          |          |
|  | Porto Rico                    | 63                            | 8 luglio   |        |                         |                         |  |  |          |          |
|  | Angola                        | 59                            |            |        |                         |                         |  |  |          |          |
|  | Angola                        | 59                            | Porto Rico | 74     |                         |                         |  |  |          |          |
|  | 7 luglio                      |                               | Porto Rico | 74     |                         |                         |  |  |          |          |
|  |                               | Nuova Zelanda                 | 70         |        |                         |                         |  |  |          |          |
|  | Nuova Zelanda                 | Nuova Zelanda                 | 70         | 87     |                         |                         |  |  |          |          |
|  | Nuova Zelanda                 |                               | 9 luglio   | 87     |                         |                         |  |  |          |          |
|  | Mali                          | 63                            |            |        |                         |                         |  |  |          |          |
|  | Mali                          | 63                            | Porto Rico | 68     |                         |                         |  |  |          |          |
|  | 7 luglio                      |                               | Porto Rico | 68     |                         |                         |  |  |          |          |
|  |                               | Giappone                      | 67         |        |                         |                         |  |  |          |          |
|  | Egitto                        | Giappone                      | 67         | 57     |                         |                         |  |  |          |          |
|  | Egitto                        | 8 luglio                      |            | 57     |                         |                         |  |  |          |          |
|  | Iran                          | 53                            |            |        |                         |                         |  |  |          |          |
|  | Iran                          | 53                            | Egitto     | 73     | 11º posto               | 11º posto               |  |  |          |          |
|  | 7 luglio                      |                               | Egitto     | 73     | 11º posto               | 11º posto               |  |  |          |          |
|  |                               | Giappone                      | 76         |        |                         |                         |  |  |          |          |
|  | Corea del Sud                 | Giappone                      | 76         | 64     | Nuova Zelanda           | 85                      |  |  |          |          |
|  | Corea del Sud                 |                               |            | 64     | Nuova Zelanda           | 85                      |  |  |          |          |
|  | Giappone                      | 77                            |            | Egitto | 69                      |                         |  |  |          |          |
|  | Giappone                      | 77                            |            |        | 69                      |                         |  |  |          |          |
|  |                               |                               |            |        |                         |                         |  |  | 9 luglio |          |
|  |                               |                               |            |        |                         |                         |  |  |          |          |

|  | 13º-16º posto | 13º-16º posto | 13º-16º posto |               |        | 13º posto | 13º posto | 13º posto |  |
|  |               |               |               |               |        |           |           |           |  |
|  | Angola        | Angola        | 73            |               |        |           |           |           |  |
|  | Angola        | Angola        | 73            |               |        |           |           |           |  |
|  | Mali          | Mali          | 54            |               |        |           |           |           |  |
|  | Mali          | Mali          | 54            |               | Angola | Angola    | 58        |           |  |
|  |               |               |               |               | Angola | Angola    | 58        |           |  |
|  |               |               | Corea del Sud | Corea del Sud | 56     |           |           |           |  |
|  | Iran          | Iran          | Corea del Sud | Corea del Sud | 56     | 77        |           |           |  |
|  | Iran          | Iran          |               |               |        | 77        |           |           |  |
|  | Corea del Sud | Corea del Sud | 81            |               |        | 15º posto | 15º posto | 15º posto |  |
|  | Corea del Sud | Corea del Sud | 81            |               |        |           |           |           |  |
|  |               |               |               |               |        |           |           |           |  |
|  |               |               |               |               |        | Mali      | Mali      | 61        |  |
|  |               |               |               |               |        | Mali      | Mali      | 61        |  |
|  |               |               |               |               |        | Iran      | Iran      | 70        |  |

### Ottavi di finale
| Il Cairo 5 luglio 2017, ore 13:15 UTC+2 | Canada | 87 – 65 (30-23, 42-42, 64-50) referto | Angola | City Arena |

| Il Cairo 5 luglio 2017, ore 13:45 UTC+2 | Giappone | 55 – 57 (13-15, 29-21, 38-40) referto | Italia | City Arena |

| Il Cairo 5 luglio 2017, ore 15:45 UTC+2 | Mali | 69 – 117 (10-30, 31-50, 51-76) referto | Stati Uniti | City Arena |

| Il Cairo 5 luglio 2017, ore 16:00 UTC+2 | Spagna | 70 – 50 (17-10, 32-23, 48-45) referto | Iran | City Arena |

| Il Cairo 5 luglio 2017, ore 17:45 UTC+2 | Corea del Sud | 63 – 110 (11-34, 30-59, 43-86) referto | Lituania | City Arena |

| Il Cairo 5 luglio 2017, ore 18:15 UTC+2 | Francia | 84 – 66 (19-15, 39-31, 59-48) referto | Porto Rico | City Arena |

| Il Cairo 5 luglio 2017, ore 20:00 UTC+2 | Nuova Zelanda | 65 – 72 (11-24, 30-38, 43-54) referto | Germania | City Arena |

| Il Cairo 5 luglio 2017, ore 20:30 UTC+2 | Argentina | 72 – 67 (13-24, 35-38, 55-54) referto | Egitto | City Arena |

### Quarti di Finale
9º-16º posto
| Il Cairo 7 luglio 2017, ore 13:45 UTC+2 | Porto Rico | 63 – 59 (14-12, 35-31, 49-42) referto | Angola | City Arena |

| Il Cairo 7 luglio 2017, ore 16:15 UTC+2 | Nuova Zelanda | 87 – 63 (25-19, 47-31, 66-47) referto | Mali | City Arena |

| Il Cairo 7 luglio 2017, ore 18:30 UTC+2 | Egitto | 57 – 53 (14-15, 32-22, 45-44) referto | Iran | City Arena |

| Il Cairo 7 luglio 2017, ore 20:45 UTC+2 | Corea del Sud | 64 – 77 (11-25, 32-35, 58-47) referto | Giappone | City Arena |

1º-8º posto
| Il Cairo 7 luglio 2017, ore 13:45 UTC+2 | Lituania | 68 – 73 (15-12, 25-31, 40-52) referto | Italia | City Arena |

| Il Cairo 7 luglio 2017, ore 16:15 UTC+2 | Argentina | 58 – 70 (13-18, 30-33, 40-48) referto | Spagna | City Arena |

| Il Cairo 7 luglio 2017, ore 18:45 UTC+2 | Francia | 67 – 73 (15-15, 25-35, 44-53) referto | Canada | City Arena |

| Il Cairo 7 luglio 2017, ore 21:15 UTC+2 | Germania | 59 – 81 (13-19, 31-33, 41-56) referto | Stati Uniti | City Arena |

### Semifinali
13º-16º posto
| Il Cairo 8 luglio 2017, ore 11:30 UTC+2 | Angola | 73 – 54 (18-10, 34-29, 58-36) referto | Mali | City Arena |

| Il Cairo 8 luglio 2017, ore 13:45 UTC+2 | Iran | 77 – 81 (15-16, 39-36, 52-57) | Corea del Sud | City Arena |

9º-12º posto
| Il Cairo 8 luglio 2017, ore 16:00 UTC+2 | Porto Rico | 74 – 70 (13-20, 31-31, 51-45) | Nuova Zelanda | City Arena |

| Il Cairo 8 luglio 2017, ore 18:15 UTC+2 | Egitto | 73 – 76 (17-12, 33-28, 44-47, 64-64) | Giappone | City Arena |

5º-8º posto
| Il Cairo 8 luglio 2017, ore 13:00 UTC+2 | Argentina | 77 – 85 (21-25, 33-53, 52-64) | Lituania | City Arena |

| Il Cairo 8 luglio 2017, ore 15:30 UTC+2 | Francia | 60 – 86 (14-20, 32-40, 51-66) | Germania | City Arena |

1º-4º posto
| Il Cairo 8 luglio 2017, ore 18:00 UTC+2 | Spagna | 63 – 66 (22-8, 30-29, 46-45) | Italia | City Arena |

| Il Cairo 8 luglio 2017, ore 20:30 UTC+2 | Canada | 99 – 87 (17-23, 45-42, 66-59) | Stati Uniti | City Arena |

### Finali
15º-16º posto
| Il Cairo 9 luglio 2017, ore 11:30 UTC+2 | Mali | 61 – 70 (13-26, 27-40, 43-58) | Iran | City Arena |

13º-14º posto
| Il Cairo 9 luglio 2017, ore 13:00 UTC+2 | Angola | 58 – 56 (11-18, 28-27, 43-46) | Corea del Sud | City Arena |

11º-12º posto
| Il Cairo 9 luglio 2017, ore 15:30 UTC+2 | Nuova Zelanda | 85 – 69 (22-8, 38-30, 55-51) | Egitto | City Arena |

9º-10º posto
| Il Cairo 9 luglio 2017, ore 13:45 UTC+2 | Porto Rico | 68 – 67 (17-17, 29-33, 51-49) | Giappone | City Arena |

7º-8º posto
| Il Cairo 9 luglio 2017, ore 16:00 UTC+2 | Argentina | 63 – 69 (17-15, 34-32, 51-47) | Francia | City Arena |

5º-6º posto
| Il Cairo 9 luglio 2017, ore 18:15 UTC+2 | Lituania | 74 – 80 (23-13, 39-28, 57-51) | Germania | City Arena |

3º-4º posto
| Il Cairo 9 luglio 2017, ore 18:00 UTC+2 | Stati Uniti | 96 – 72 (25-8, 49-30, 68-45) | Spagna | City Arena |

1º-2º posto
| Il Cairo 9 luglio 2017, ore 20:30 UTC+2 | Canada | 79 – 60 (24-10, 51-36, 69-48) | Italia | City Arena |

## Classifica finale
| Campione del Mondo | Campione del Mondo | Campione del Mondo | Campione del Mondo |
| --- | ------------------ | --- | ------------------ |
| Canada under 194 Henry, 5 Wigginton, 6 Barrett, 7 Djuricic, 8 Darling, 9 Kirkwood, 10 Shephard, 11 Bamba, 12 Miller, 13 Oduro, 14 Kigab, 15 Longpre, All. Roy Rana |                    | |                    |
| Argento | Italia             | Italia under 194 Penna, 5 Simioni, 7 Caruso, 8 Pajola, 9 Visconti, 11 Denegri, 12 Bucarelli, 14 Mezzanotte, 16 Massone, 18 Okeke, 22 Antelli, 23 Oxilia, All. Andrea Capobianco                                |                    |
| Bronzo | Stati Uniti        | Stati Uniti under 194 Pritchard, 5 Quickley, 6 Edwards, 7 Reddish, 8 Diallo, 9 Okogie, 10 Huerter, 11 King, 12 Wiley, 13 Langford, 14 Washington, 15 McCoy, All. John Calipari                                 |                    |
| 4. | Spagna             | Spagna under 194 Figueras, 5 Sanz, 7 Vila, 8 Font, 9 Esteban, 10 Moreno, 11 Ballespín, 12 Ehigiator, 13 Tomaic, 14 Molins, 15 Rosa, 18 Vanaclocha, All. Luis Guil                                              |                    |
| 5. | Germania           | Germania under 192 Weidemann, 3 Hundt, 5 Hadenfeldt, 6 da Silva, 8 Olinde, 9 Freudenberg, 10 Zylka, 11 Hecker, 12 Herkenhoff, 14 Sanders, 17 Bonga, 44 Lagerpusch, All. Alan Ibrahimagic                       |                    |
| 6. | Lituania           | Lituania under 194 Pažėra, 7 Stankevičius, 8 Kulboka, 9 Giedraitis, 11 Sedekerskis, 13 Gadiliauskas, 18 Vasiliauskas, 19 Žukauskas, 21 Masiulis, 22 Slavinskas, 24 Kupšas, 31 Jokubaitis, All. Rimantas Grigas |                    |
| 7. | Francia            | Francia under 196 Mokoka, 7 Tillie, 8 Tchouaffé, 10 Esso Essis, 11 N'Doye, 12 Rambaut, 23 Woghiren, 26 Goudou-Sinha, 29 Hannequin, 32 Vautier, 35 Diawara, 78 Mendy, All. Hervé Coudray                        |                    |
| 8. | Argentina          | Argentina under 191 Cáffaro, 5 Lema, 7 Corvalán, 8 Solanas, 9 Valussi, 10 López, 11 Vaulet, 12 Bruera, 13 Cerminato, 15 Berra, 16 Chiarini, 20 Andreatta, All. Maximiliano Seigorman                           |                    |
| 9. | Porto Rico         | Porto Rico under 194 Guadarrama, 5 López, 6 Cruz, 7 Ocasio, 8 Natal, 9 Davis, 10 Allende, 11 Negrón, 12 Pacheco, 13 Cuascut, 14 Rivera, 15 Texeira, All. Omar González                                         |                    |
| 10. | Giappone           | Giappone under 194 Mikami, 5 Masuda, 6 Schafer, 7 Mizuno, 8 Hachimura, 9 Enomoto, 10 Tsuya, 11 Shigetomi, 12 Sugimoto, 13 Kagitomi, 14 Nishida, 15 Nakata, All. Torsten Loibl                                  |                    |
| 11. | Nuova Zelanda      | Nuova Zelanda under 192 Samuel, 6 McDonald, 8 Clinton, 10 Letoa, 11 T. Cameron, 12 Gillooly, 13 Aitcheson, 14 Wynyard, 15 McRae, 21 F. Cameron, 22 McWilliam, 93 Waardenburg, All. Daryl Cartwright            |                    |
| 12. | Egitto             | Egitto under 191 Abdelmaged, 2 M. Youssef, 3 Elgindy, 6 Ramadan, 7 O. Youssef, 9 Farag, 12 Elsandily, 14 Khalaf, 22 Elsheikh, 24 Elsayed, 26 Elraei, 44 Mostafa, All. Juan Antonio Orenga                      |                    |
| 13. | Angola             | Angola under 194 Amândio, 5 Dundão, 6 de Sousa, 7 S. Miguel, 8 Santos, 10 R. Miguel, 11 Ndjungu, 12 Valente, 14 Domingos, 15 Xavier, 16 L. Miguel, 17 Da Silva, All. Raúl Duarte                               |                    |
| 14. | Corea del Sud      | Corea del Sud under 193 Kim H., 5 Park J., 6 Lee, 7 Park M., 9 Sin, 10 Yun, 11 Yang Ju., 13 Han, 14 Kim J., 15 Yang Ja., 32 Seo, 34 Ha, All. Lee Mu-jin                                                        |                    |
| 15. | Iran               | Iran under 194 Pourkavehdehkordi, 6 Bahram Zad, 7 Shahravesh, 8 Azari, 9 Jafari, 11 Samadi, 13 Rezaeifar, 14 Rezaei, 15 Kamalvand, 17 Gholami, 18 Khandanpoor, 19 Abedi Jabali, All. Mohammadreza Nouri        |                    |
| 16. | Mali               | Mali under 194 B. Samake, 5 Camara, 6 O. Traoré, 7 Haidara, 8 N. Traoré, 9 Diakité, 10 I. Samake, 11 Balayira, 12 Dembele, 13 Dremé, 14 Sissoko, 15 Keita, All. Kaba Kanté                                     |                    |

### Quintetti ideali
- All-Star First Team:
  -  R.J. Barrett
  -  Lorenzo Bucarelli
  -  Abu Kigab
  -  Tommaso Oxilia
  -  Payton Pritchard